# Patriklan
En patriklan är en social enhet, en klan, vars medlemmar härstammar från en gemensam förfader genom män, och vars funktion är att hävda medlemmarnas äganderätt till nedärvda landområden. Patriklaner finns till exempel på Kap Yorkhalvön. Om patriklanens talspråk har vissa särdrag kallas det patrilekt.